# ريتشارد لويس (سياسي)
ريتشارد لويس (بالإنجليزية: Richard Lewis)‏ هو سياسي أسترالي، ولد في 4 سبتمبر 1939 في أستراليا. حزبياً، نشط في حزب أستراليا الليبرالي (شعبة أستراليا الغربية). وقد انتخب عضو الجمعية التشريعية لأستراليا الغربية.